# Episodi de I Farad
La prima stagione della serie televisiva spagnola I Farad (Los Farad), composta da 8 episodi, è stata distribuita in prima visione in Spagna sul servizio di streaming Prime Video il 12 dicembre 2023.
In Italia la stagione è stata distribuita sul servizio di streaming Prime Video il 12 dicembre 2023.
| n° | Titolo originale           | Titolo italiano              | Pubblicazione Spagna | Pubblicazione Italia |
| -- | -------------------------- | ---------------------------- | -------------------- | -------------------- |
| 1  | Importación y exportación  | Importazione ed esportazione | 12 dicembre 2023     | 12 dicembre 2023     |
| 2  | De Aluche a Marbella       | Da Aluche a Marbella         | 12 dicembre 2023     | 12 dicembre 2023     |
| 3  | Leones y cuñados           | Leoni e suoceri              | 12 dicembre 2023     | 12 dicembre 2023     |
| 4  | La Perestroika             | Perestroika                  | 12 dicembre 2023     | 12 dicembre 2023     |
| 5  | Manual de terroristas      | Manuale per terroristi       | 12 dicembre 2023     | 12 dicembre 2023     |
| 6  | Mirar para otro lado       | Guardare dall'altra parte    | 12 dicembre 2023     | 12 dicembre 2023     |
| 7  | Una nueva especie de Farad | Una nuova specie di Farad    | 12 dicembre 2023     | 12 dicembre 2023     |
| 8  | La decisión final          | La decisione finale          | 12 dicembre 2023     | 12 dicembre 2023     |

## Importazione ed esportazione
- Titolo originale: Importación y exportación
- Diretto da: Mariano Barroso
- Scritto da: Alejandro Hernández e Mariano Barroso

## Da Aluche a Marbella
- Titolo originale: De Aluche a Marbella
- Diretto da: Mariano Barroso
- Scritto da: Alejandro Hernández e Mariano Barroso

## Leoni e suoceri
- Titolo originale: Leones y cuñados
- Diretto da: Polo Menárguez
- Scritto da: Alejandro Hernández e Mariano Barroso

## Perestroika
- Titolo originale: La Perestroika
- Diretto da: Polo Menárguez
- Scritto da: Alejandro Hernández e Mariano Barroso

## Manuale per terroristi
- Titolo originale: Manual de terroristas
- Diretto da: Polo Menárguez
- Scritto da: Alejandro Hernández e Mariano Barroso

## Guardare dall'altra parte
- Titolo originale: Mirar para otro lado
- Diretto da: Mariano Barroso
- Scritto da: Alejandro Hernández e Mariano Barroso

## Una nuova specie di Farad
- Titolo originale: Una nueva especie de Farad
- Diretto da: Mariano Barroso
- Scritto da: Alejandro Hernández e Mariano Barroso

## La decisione finale
- Titolo originale: La decisión final
- Diretto da: Mariano Barroso
- Scritto da: Alejandro Hernández e Mariano Barroso